# نلسون (آلاباما)
نلسون (به انگلیسی: Nelson) یک منطقهٔ مسکونی در ایالات متحده آمریکا است که در آلاباما واقع شده‌است. نلسون ۱۴۱٫۱۲ متر بالاتر از سطح دریا قرار دارد.